# Fruitvale (Colorado)
Fruitvale es un lugar designado por el censo ubicado en el condado de Mesa en el estado estadounidense de Colorado. En el Censo de 2010 tenía una población de 7.675 habitantes y una densidad poblacional de 1.019,38 personas por km².

## Geografía
Fruitvale se encuentra ubicado en las coordenadas 39°5′36″N 108°28′44″O / 39.09333, -108.47889. Según la Oficina del Censo de los Estados Unidos, Fruitvale tiene una superficie total de 7.53 km², de la cual 7.53 km² corresponden a tierra firme y (0%) 0 km² es agua.

## Demografía
Según el censo de 2010, había 7.675 personas residiendo en Fruitvale. La densidad de población era de 1.019,38 hab./km². De los 7.675 habitantes, Fruitvale estaba compuesto por el 91.39% blancos, el 0.38% eran afroamericanos, el 1.21% eran amerindios, el 0.63% eran asiáticos, el 0.04% eran isleños del Pacífico, el 3.79% eran de otras razas y el 2.57% pertenecían a dos o más razas. Del total de la población el 10.35% eran hispanos o latinos de cualquier raza.